# Gemma Galdon Clavell
Gemma Galdon Clavell (Mataró, 1976) és analista de polítiques públiques especialitzada en la vigilància, l'impacte social, legal i ètic de la tecnologia, les ciutats intel·ligents, la privacitat, les polítiques de seguretat, la resiliència i l'actuació policial. És sòcia fundadora i directora de recerca a Eticas Research & Consulting i investigadora al Departament de Sociologia de la Universitat de Barcelona.
Va completar el seu doctorat en vigilància, seguretat i polítiques urbanes a la Universitat Autònoma de Barcelona, on també va rebre un mestratge en Gestió Pública i més tard va ser nomenada directora del Programa de Polítiques de Seguretat de la Universitat Oberta de Catalunya (UOC). Anteriorment va treballar a l'Institut Transnacional (TNI, Amsterdam), l'Institut de les Nacions Unides per a la Formació i la Recerca (UNITAR) i l'Institut de Seguretat Pública de Catalunya. Ensenya temes relacionats amb la seva investigació en diverses universitats estrangeres, principalment llatinoamericanes, i és membre de la Xarxa Llatinoamericana d'Estudis de la Vigilància (LASSN). És també membre del consell assessor internacional de Privacy International i analista habitual en televisió, ràdio i premsa.
Les seves darreres publicacions acadèmiques aborden qüestions relacionades amb la biometria, la proliferació de la vigilància en entorns urbans, les polítiques locals de seguretat, la policia de proximitat, la seguretat en grans esdeveniments, la relació entre la privacitat i la tecnologia i les ciutats intel·ligents. El 2017 va quedar finalista al Premi europeu per a dones innovadores i al 2020 va ser seleccionada Emprenedora Social per Ashoka. El 2021 la prestigiosa revista Forbes va realitzar-li una entrevista exclusiva sobre la importància de l'auditoria d'algoritmes.
En l'àmbit polític, fou membre del consell estatal de Podemos entre 2014 i 2016 i responsable de l'àrea de tecnologia, privacitat i seguretat el 2014.

## Publicacions
- Mundo, S.A. Voces contra la globalizacion (ed) (Tempestad ediciones, 2002)[7]